# Buxolestes

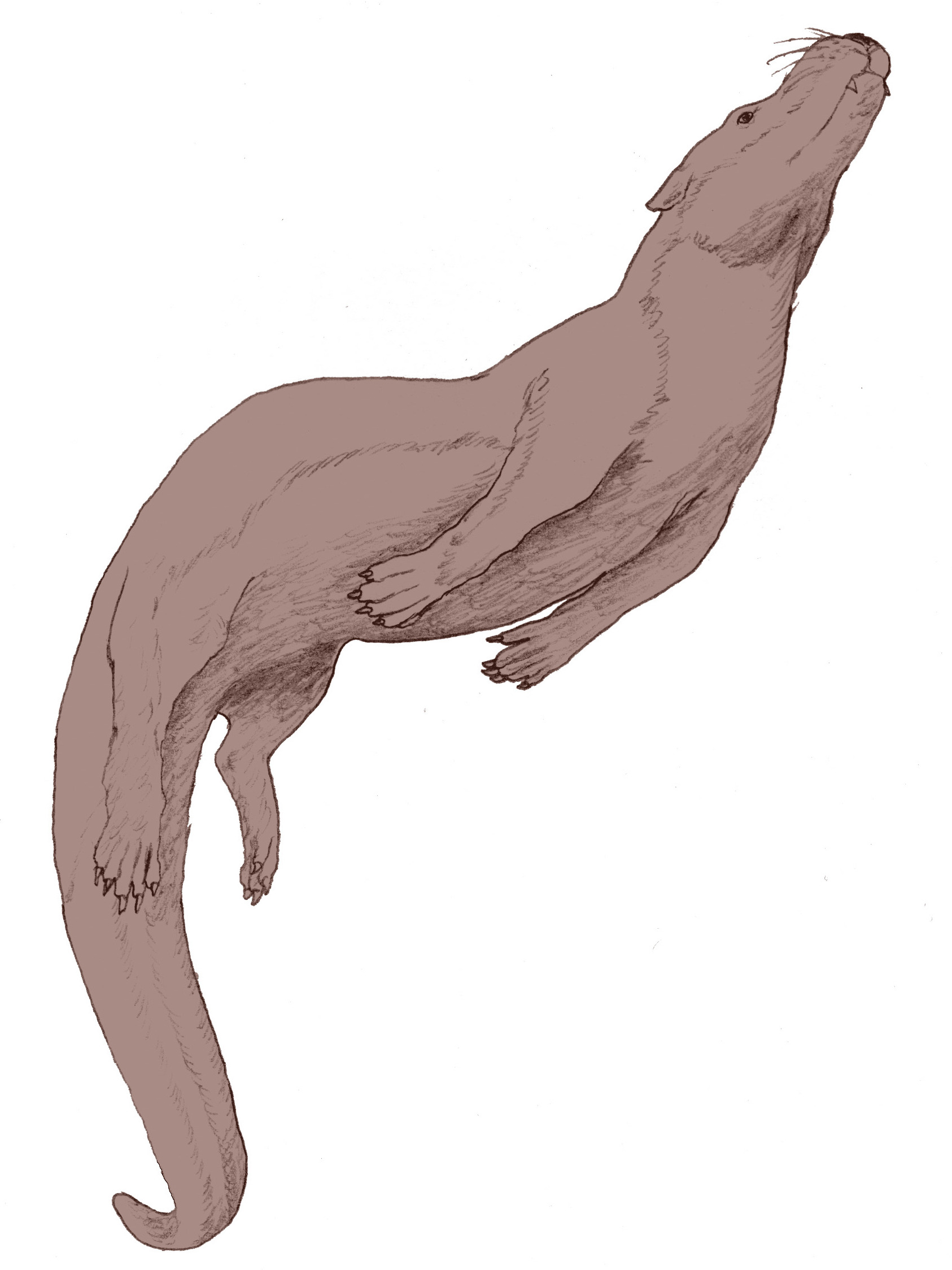
Реконструкція

Buxolestes — вимерлий рід напівводних неплацентарних евтерієвих ссавців родини Pantolestidae. Види цього роду були частиною першого плацентарного еволюційного випромінювання протягом середнього еоцену (48–40 млн років тому) і були виявлені в групі Браклешем і формації Віттерінг в Англії, в ямі Мессел в Німеччині та в Буксвіллері, Франція.

## Опис
Буксолести були видроподібними прісноводними хижаками риб з довжиною тіла ≈ 46 сантиметрів і хвостом ≈ 35 сантиметрів. Вони були значно меншими за більшість сучасних видів видр. Скам'янілий вміст шлунка підтверджує їхні напівводні прісноводні звички. Анатомія цих ссавців відома завдяки добре збереженим зразкам середнього еоцену, знайденим у Месселі в Німеччині. Їхня будова свідчить про чітке пристосування до напівводного способу життя. Передні та задні кінцівки потужні та з сильними кігтями. Хвіст явно придатний для плавання. Череп довгий, з великими корінними зубами.

## Види
- Buxolestes minor Pfretzschner 1999
- Buxolestes piscator Koenigswald 1980